# Sandhi
Sandhi (v sanskrtu: संधि, „spojení“) je souhrnný termín pro velkou šíři rozmanitých fonologických procesů, které se vyskytují na hranici morfémů nebo slov. Patří sem zejména splývání hlásek přes hranice slov a hláskové změny způsobené hláskovým okolím nebo gramatickou funkcí blízkých slov. Sandhiové změny se vyskytují nápadně často v sanskrtu, proto má tento jev jméno z tohoto jazyka.
Rozeznávají se dvě podoby sandhi:
- Vnitřní sandhi jsou hláskové změny odehrávající se uvnitř slova (například praslovanská disimilace ved-ti > ves-ti (česky vést, srov. ved-e); i samotné sanskrtské pojmenování jevu je příkladem vnitřního sandhi (je složeno z morfémů sam a dhi)
- Vnější sandhi jsou hláskové jevy zasahující společně několik sousedících slov (typickým příkladem je spojování sousedních slov (tzv. liaison - vázání) ve francouzštině: spojení faux ami se vyslovuje [fozami], zatímco jednotlivá slova, pokud jsou izolovaná, se vyslovují [fo] a [ami]

Ačkoli může být sandhi v jazyce běžně zastoupeno, obvykle nebývá vyjádřeno v písmu.